# Dostojanstvo
Dostojanstvo (latinski Dignitas) je izraz koji se rabi na području morala, etike i političkih rasprava i označava pravo na poštovanje i etički odnos od rođenja. Jedno je od temeljnih pitanja filozofske antropologije, te kako ovaj koncept ima značajan utjecaj na ishode pojedinih etičkih rasprava. 
Možete se odnostiti na živo biće, sustav živih bića, ali i na prirodu ili ljudska djela.
U novijoj literaturi se govori o dostojanstvu prirode ili čak svih živih bića. 
Pojam ljudskog dostojanstva posebno se odnosi na sve što razlikuje čovjeka od svih ostalih organizama. Pojam ima više dimenzija: filozofske, vjerske, i pravne. Rabi se posebno u području bioetike.

## Povezani clanci
- Ljudska prava
- Ponos
- Samopoštovanje
- Kvaliteta života